# Philip Zelikow

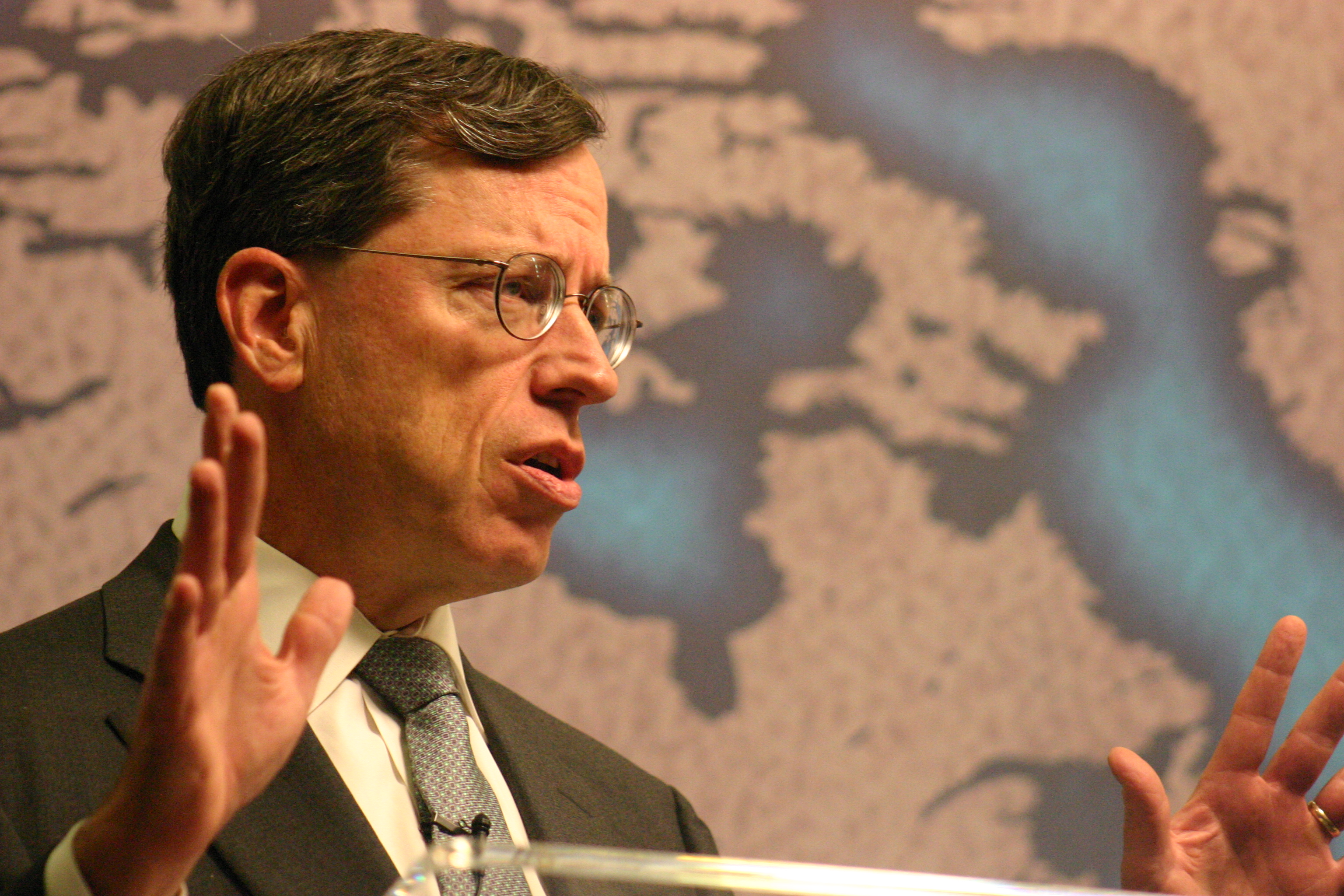
Philip D. Zelikow (2010)

Philip D. Zelikow (* 21. September 1954) ist ein US-amerikanischer Diplomat und Autor.

## Leben
Zelikow erlangte einen Bachelor of Arts in Geschichte and Politik an der University of Redlands, einen Juris Doctor an der University of Houston Law Center, und einen Master of Arts und Doctor of Philosophy in Internationales Recht und Diplomatie an der Tufts University. Er war Executive Director des etwa 80-köpfigen Mitarbeiterstabes, der den 9/11 Commission Report erstellte, sowie Direktor des Miller Center of Public Affairs an der University of Virginia und als Counselor of the United States Department of State einer der ranghöchsten Funktionsträger im US-Außenministerium. In dieser Funktion folgte er im Februar 2005 auf Wendy Sherman; im Januar 2007 wurde er seinerseits von Eliot A. Cohen abgelöst. Er ist White-Burkett-Miller-Professor für Geschichte an der University of Virginia und war 2009 Axel Springer Fellow der American Academy in Berlin. Dort arbeitete er an seinem Buch U.S. Foreign Policy: An Interpretive History. Zelikow setzte sich im libyschen Bürgerkrieg vor der Errichtung der internationalen Flugverbotszone (no-fly zone) für eine Fahrverbotszone (no-drive zone) ein. Diese sei notwendig, um die von den Aufständischen eroberten Gebiete zu schützen. Er hält Donald Trump für einen „nationalen Sozialisten“. Zelikow ist Mitglied des Global Development Program Advisory Panel, Gates Foundation.

## Werke
- mit Joseph Nye, David C. King: Why People Don’t Trust Government. Harvard Univ. Press, Cambridge, Mass. u. a. 1997, ISBN 0-674-94057-1.
- mit Condoleezza Rice: Sternstunde der Diplomatie. Propyläen Verlag, Berlin 1997, ISBN 3-549-05600-1.
- mit Condoleezza Rice: Germany Unified and Europe Transformed: A Study in Statecraft. Harvard University Press, 1997, ISBN 0-674-35325-0.
- mit Graham T. Allison: Essence of Decision: Explaining the Cuban Missile Crisis. 2. Edition Longman, 1999, ISBN 0-321-01349-2.
- mit Ernest R. May: The Kennedy Tapes: Inside the White House During the Cuban Missile Crisis. Harvard University Press, 1997, ISBN 0-674-17926-9.
- American Military Strategy: Memos to a President (Aspen Policy Series). W.W. Norton & Company, 2001, ISBN 0-393-97711-0.